# Eyal Lovett
Eyal Lovett (hebräisch אייל לובט; * 12. April 1981 in Israel) ist ein israelischer Jazzmusiker (Piano, Komposition).

## Wirken
Lovett wurde zunächst klassisch von renommierten Lehrern wie Sarah Tal und Rachel Feinstein ausgebildet, studierte aber dann Jazzpiano bei Amit Golan, Ofer Ganor, Omri Mor, Yuval Cohen und Alon Yavnai in einem gemeinsamen Programm des Israelischen Konservatoriums und der New School. Später setzte er seine Ausbildung in New York an der New School bei Sam Yahel, George Cables, Hal Galper, Ari Hoenig und Jane Ira Bloom fort.
Lovetts selbstproduziertes Debütalbum Let Go wurde 2013 veröffentlicht und enthält eine Mischung aus Eigenkompositionen, Jazzstandards und israelischer Musik. Er ist mit seinem Trio in Dänemark, Deutschland, Polen und Israel auf Tournee gegangen und hat an verschiedenen Veranstaltungsorten gespielt, darunter beim Aarhus International Jazz Festival. Er gehörte auch zum Quintett von Kenneth Dahl Knudsen, mit dem er durch Dänemark, Polen und Deutschland getourt ist. Mit dem Martin Seiler Quartett trat er beim Internationalen Jazzfestival Bern auf.
2016 erschien Lovetts zweites Trioalbum Tales from a Forbidden Land mit Gilad Hekselman als Gastmusiker. Nach einem Livealbum folgte 2022 bei Berthold Records das Album Through the Rain und 2025 Where Do We Go From Here?
Lovett, der zeitweilig in Berlin lebte, operierte 2022 vom dänischen Aalborg aus. Weiterhin hat er mit Musikern wie Peter Bernstein, Anat Cohen, Yuval Cohen, Daniel Dor, Eran Har Even, Ganna Gryniva, Malte Schiller gespielt und die Bühne geteilt.